# 조인성 (야구인)
조인성(趙寅成, 1975년 5월 25일 ~ )은 전 KBO 리그 한화 이글스의 포수이자, 현 KBO 리그 두산 베어스의 잔류군/재활군 코치이다.

## 선수 시절

### 아마추어 시절
연세대 체육교육학과 4학년 때 야구 국가대표팀에 선발돼 1996년 애틀랜타 올림픽에 참가했다.

### LG 트윈스시절
1998년에 1차 지명을 받아 입단하였다. 강한 어깨를 바탕으로 한 뛰어난 도루 저지 능력을 보여 팀을 대표하는 프랜차이즈 스타 포수로 자리매김했다. 데뷔 첫 시즌 후 1998년 방콕 아시안 게임에 참가해서 금메달을 획득해 병역을 해결했다. 2007년에 2할대 타율, 13홈런, 73타점의 성적을 기록했고, 최대 4년 34억원의 금액으로 FA 계약을 맺었으나 저조한 성적을 기록했다. 박종훈이 감독으로 부임한 후 타격 능력이 향상됐다. 2010년 4월 24일 역대 56번째 통산 500타점을 기록했다. 2010년 7월 15일 KIA전에서 안영명을 상대로 3점 홈런을 치며 역대 62번째 통산 1500루타를 기록했다. 2010년 9월 1일 포수 최초 시즌 세 자릿수 타점을 기록했다. 이 해 3할대 타율, 28홈런, 107타점으로 개인 최고 기록을 세우며 박경완을 2표 차로 제치고 데뷔 13년 만에 첫 골든 글러브를 받았다.

### SK 와이번스시절
2011년에 2번째 FA를 선언했으나 LG 트윈스와 이견이 커 결별했다. 2011년 11월 22일 3년간 최대 19억원에 FA 계약을 체결하고 이적했다. LG 트윈스에서는 그의 보상 선수로 투수 임정우를 받았다. 홍성흔처럼 포수가 아닌 지명타자로 보직을 옮긴다는 설이 있었으나 당시 감독이었던 이만수가 포수로 출장시킨다고 언급했다. 그리고 박경완, 정상호의 부상으로 2012년 개막전 선발 라인업에 포수로 이름을 올렸고, 박경완의 공백이 장기화돼 주전 포수로 자주 출장했다. 2002년 한국시리즈 후 10년 만에 포스트 시즌 및 한국시리즈에 복귀했다. 하지만 2012년 한국시리즈에 출장해 10년 전 2002년 한국시리즈 6차전 때처럼 이승엽에게 홈런을 허용했다.

### 한화 이글스시절
2014년 6월 3일에 이대수, 김강석을 상대로 트레이드됐다.

## 야구선수 은퇴 후
은퇴 후 김태형의 부름을 받아 2018년부터 두산 베어스의 배터리코치로 활동했다. 2021년부터 LG 트윈스의 2군 배터리코치로 활동했다.

## 별명
- '잉'여 + '금'강불괴를 합쳐서 '잉금님'이라고 불린다.
- 한화 이글스로 이적해 '칰금님'이라고 불린다.
- 바깥쪽으로 볼을 많이 요구해 '조바깥', '바깥 양반'이라고 불린다.

## 트리비아
- 강인한 어깨를 바탕으로 한 리그 정상급의 도루 저지 능력으로 '앉아 쏴'라는 특기를 가지고 있다.[5]

## 에피소드
- 2009년 8월 6일 KIA전에서 선발 투수였던 심수창과 내분이 폭발했다.[6] 말다툼 사건 후 벌금형 등 내부 징계를 받고 심수창과 함께 2군으로 강등당했고, 당시 감독이었던 김재박은 그의 백업이었던 김태군을 주전, 박도현을 백업으로 올렸다.[7] 그리고 남은 기간에 김재박이 1군에 올리지 않겠다고 해 사실상 시즌을 접었다.[8]

## 수상
- 1998년 아시안 게임 금메달

## 등번호

### 선수 시절
- '44' (1998년~2017년)

### 코치 시절
- '75' (2018년~2023년)
- '74' (2024년~)

## 통산 기록
| 연도 | 팀명   | 타율  | 경기 | 타수 | 득점 | 안타 | 2루타 | 3루타 | 홈런 | 타점 | 도루 | 도실 | 볼넷 | 사구 | 삼진 | 병살 | 실책 |
| ---- | ------ | ----- | ---- | ---- | ---- | ---- | ----- | ----- | ---- | ---- | ---- | ---- | ---- | ---- | ---- | ---- | ---- |
| 1998 | LG     | 0.269 | 84   | 134  | 10   | 36   | 8     | 0     | 2    | 15   | 0    | 0    | 3    | 0    | 22   | 3    | 2    |
| 1999 | LG     | 0.254 | 56   | 142  | 23   | 36   | 6     | 0     | 5    | 22   | 0    | 0    | 6    | 1    | 27   | 4    | 1    |
| 2000 | LG     | 0.225 | 108  | 227  | 19   | 51   | 5     | 1     | 5    | 33   | 2    | 1    | 16   | 4    | 59   | 6    | 8    |
| 2001 | LG     | 0.253 | 82   | 186  | 19   | 47   | 10    | 0     | 5    | 26   | 1    | 2    | 12   | 4    | 27   | 4    | 3    |
| 2002 | LG     | 0.268 | 124  | 362  | 36   | 97   | 21    | 2     | 9    | 48   | 3    | 0    | 14   | 5    | 82   | 11   | 9    |
| 2003 | LG     | 0.257 | 132  | 428  | 43   | 110  | 20    | 2     | 19   | 58   | 0    | 1    | 15   | 8    | 67   | 17   | 8    |
| 2004 | LG     | 0.254 | 129  | 386  | 40   | 98   | 16    | 0     | 8    | 49   | 2    | 5    | 36   | 3    | 63   | 9    | 6    |
| 2005 | LG     | 0.224 | 85   | 201  | 22   | 45   | 11    | 0     | 6    | 34   | 0    | 0    | 14   | 4    | 34   | 2    | 2    |
| 2006 | LG     | 0.245 | 112  | 326  | 37   | 80   | 18    | 0     | 10   | 38   | 0    | 1    | 28   | 0    | 30   | 11   | 5    |
| 2007 | LG     | 0.282 | 124  | 419  | 44   | 118  | 24    | 0     | 13   | 73   | 1    | 1    | 30   | 4    | 61   | 8    | 7    |
| 2008 | LG     | 0.227 | 102  | 330  | 25   | 75   | 18    | 1     | 10   | 49   | 0    | 0    | 17   | 1    | 76   | 6    | 4    |
| 2009 | LG     | 0.214 | 95   | 266  | 35   | 57   | 10    | 1     | 14   | 36   | 0    | 2    | 28   | 1    | 53   | 10   | 7    |
| 2010 | LG     | 0.317 | 133  | 457  | 69   | 145  | 24    | 1     | 28   | 107  | 2    | 0    | 41   | 3    | 83   | 19   | 3    |
| 2011 | LG     | 0.267 | 117  | 390  | 46   | 104  | 14    | 2     | 15   | 59   | 2    | 1    | 44   | 3    | 70   | 10   | 5    |
| 2012 | SK     | 0.271 | 104  | 284  | 32   | 77   | 13    | 0     | 9    | 40   | 0    | 1    | 16   | 2    | 60   | 5    | 8    |
| 2013 | SK     | 0.213 | 88   | 207  | 16   | 44   | 10    | 0     | 7    | 29   | 0    | 1    | 7    | 2    | 65   | 4    | 2    |
| 2014 | 한화   | 0.226 | 75   | 164  | 16   | 37   | 7     | 0     | 7    | 34   | 0    | 0    | 14   | 2    | 40   | 5    | 5    |
| 2015 | 한화   | 0.232 | 106  | 276  | 33   | 64   | 11    | 0     | 11   | 44   | 0    | 0    | 16   | 6    | 89   | 5    | 6    |
| 2016 | 한화   | 0.168 | 76   | 137  | 10   | 23   | 2     | 0     | 3    | 7    | 0    | 0    | 2    | 1    | 38   | 2    | 4    |
| 2017 | 한화   | 0.138 | 16   | 29   | 1    | 4    | 0     | 0     | 0    | 0    | 0    | 0    | 0    | 0    | 9    | 1    | 2    |
| 통산 | 20시즌 | 0.252 | 1948 | 5351 | 576  | 1348 | 248   | 10    | 186  | 801  | 13   | 16   | 359  | 54   | 1055 | 142  | 97   |